# Ketambea
Ketambea Millidge & Russell-Smith, 1992 è un genere di ragni appartenente alla famiglia Linyphiidae.

## Distribuzione
Le tre specie oggi note di questo genere sono state rinvenute in Asia sudorientale: due sono endemismi dell'isola di Giava e la K. rostrata lo è di Sumatra.

## Tassonomia
Dal 1992 non sono stati esaminati esemplari di questo genere.
A giugno 2012, si compone di tre specie:
- Ketambea permixta Millidge & Russell-Smith, 1992 — Giava
- Ketambea rostrata Millidge & Russell-Smith, 1992[3] — Sumatra
- Ketambea vermiformis Millidge & Russell-Smith, 1992 — Giava